# Schönaich (Badenia-Wirtembergia)
Schönaich – miejscowość i gmina w Niemczech, w kraju związkowym Badenia-Wirtembergia, w rejencji Stuttgart, w regionie Stuttgart, w powiecie Böblingen. Leży w Schönbuch, ok. 5 km na południowy wschód od Böblingen.

## Współpraca
Miejscowości partnerskie:
- Hartmannsdorf, Saksonia
- Rocquencourt, Francja